# Charles Pepys
Charles Christopher Pepys (/pɛpɪs/), 1er comte de Cottenham (29 avril 1781 – 29 avril 1851), est un avocat, juge et homme politique britannique. Il est Lord Chancelier de Grande-Bretagne à deux reprises.

## Biographie
Cottenham naît à Londres, de William Pepys, 1er baronnet, qui tenait le poste de Master in Chancery. Il descend de John Pepys, de Cottenham dans le Cambridgeshire, qui est lui-même un grand-oncle du diariste Samuel Pepys. Il étudie à l'école Harrow School puis au Trinity College de l'université de Cambridge, avant d'être admis au barreau au sein de la Lincoln's Inn en 1804.
Pepys exerce sa profession au barreau de la chancellerie, mais son avancement tarde. Ce n'est que vingt-deux ans après son admission au barreau qu'il est fait conseiller du roi. Il représente successivement, de 1831 à 1836, les circonscriptions de Higham Ferrers et Malton au Parlement. Entretemps, il est nommé solliciteur général en 1834 puis devient la même année Master of the Rolls (troisième plus important juge du royaume). En avril 1835, lors de la formation du second gouvernement de lord Melbourne, la fonction de lord chancelier est un temps exercée par un comité dont Pepys est membre, avant d'être lui-même fait lord chancelier en janvier 1836. Il est à cette occasion élevé à la pairie avec le titre de baron Cottenham, de Cottenham dans le Cambridgeshire. Il conserve son poste jusqu'à la chute du gouvernement Melbourne en août 1841.
En février 1841, au procès de lord Cardigan devant la Chambre des lords, Lord Cottenham, en tant que lord grand intendant, est chargé de présider la séance, mais se fait porter pâle, laissant le lord juge en chef lord Denman assumer son rôle. En 1846, il est à nouveau fait lord chancelier dans le gouvernement de lord John Russell. Cependant, ses problèmes de santé le contraignent à démissionner en 1850. Peu de temps avant sa retraite, il est fait vicomte Crowhurst, de Crowhurst dans le comté de Surrey, et comte de Cottenham. Il vit à Wimbledon de 1831 à 1851. Il succède à son frère en 1845 comme 3e baronnet Pepys et en 1849 à un cousin comme 4e baronnet de Juniper Hill.

### Famille
Lord Cottenham épouse en 1821 la fille de William Wingfield-Baker (en), Caroline Elizabeth. De cette union naissent six fils et trois filles. Cottenham meurt à Lucques, dans le Grand-duché de Toscane, en avril 1851, à l'âge de soixante-dix ans. Son second fils aîné, Charles, lui succède. Lady Cottenham meurt en avril 1868, à l'âge de soixante-six ans. Emily Pepys (en), nièce de Cottenham et fille de son frère cadet Henry Pepys (en), évêque de Worcester, est l'auteur d'un journal intime réputé.